# تشارلي وليامز (حكم كرة قاعدة)
تشارلي وليامز (بالإنجليزية: Charlie Williams)‏ هو حكم كرة قاعدة ‏ أمريكي، ولد في 20 ديسمبر 1943، وتوفي في 10 سبتمبر 2005 بسبب السكري وقصور كلوي.